# Symphonia verrucosa
Symphonia verrucosa là một loài thực vật có hoa trong họ Bứa. Loài này được (Hils. & Bojer ex Planch. & Triana) Benth. & Hook. f. miêu tả khoa học đầu tiên.